# Psectrocladius furcatus
Psectrocladius furcatus är en tvåvingeart som beskrevs av Jean-Jacques Kieffer 1929. Psectrocladius furcatus ingår i släktet Psectrocladius och familjen fjädermyggor. Inga underarter finns listade i Catalogue of Life.